# توم هوغن
توم هوغن (23 سبتمبر 1956 في أستراليا - ) (بالإنجليزية: Tom Hogan)‏ هو لاعب كريكت أسترالي. شارك مع منتخب أستراليا الوطني للكريكت. أما مع النوادي، فقد لعب مع فريق غرب أستراليا للكريكت ‏.

## وصلات خارجية
- توم هوغن على موقع إي آس بي آن كريك إنفو (الإنجليزية)